# Kościół św. Wojciecha w Gawłuszowicach
Kościół św. Wojciecha w Gawłuszowicach – zabytkowy, drewniany kościół w Gawłuszowicach, w województwie podkarpackim, w powiecie mieleckim, w gminie Gawłuszowice. Do rejestru zabytków został wpisany 06.04.1934 r. pod numerem A-536. Był uznawany za zabytek klasy 0. Należy on także do budynków Szlaku Architektury Drewnianej (trasa IX). Kościół jest jednonawowy, konstrukcji zrębowej. Zbudowany jest z drzewa modrzewiowego i kryty gontem.

## Położenie
Kościół znajduje się centrum wsi, w pobliżu skrzyżowania drogi wojewódzkiej nr 982 z drogą z Gawłuszowic do Mielca. Przed kościołem znajduje się duży parking, przy nim pomnik św. Wojciecha. W pobliżu znajduje się także plebania z 1863, wpisana do rejestru zabytków województwa podkarpackiego 2.09.2009 pod numerem A-340. Podczas powstania styczniowego była ona punktem zbornym, z którego major Edward Dunajewski wyruszył na pomoc powstańcom.

## Historia
Kościół fundacji Maksymiliana Hieronima i Michała Sieciecha Ossolińskich zbudowany został w 1677. Prace ciesielskie wykonali Stanisław Karkutowicz z Cichej oraz Stanisław Praskowic, snycerskie zaś Woyciech Maykowski. Jest trzecim kościołem w historii parafii. Pierwszy kościół zbudowano w 1215 w miejscu, w którym według legendy nauczał św. Wojciech. Biskup Mikołaj Oborski pobłogosławił go 2 października 1685 r. W 1871 r. kościół przebudowano: Zbudowano wolnostojącą, trójarkadową dzwonnicę parawanową, a pełniącą do tej pory tę funkcję wieżę kościoła rozebrano i postawiono w jej miejscu kruchtę. W latach 1968–1975 kościół przeszedł generalny remont.

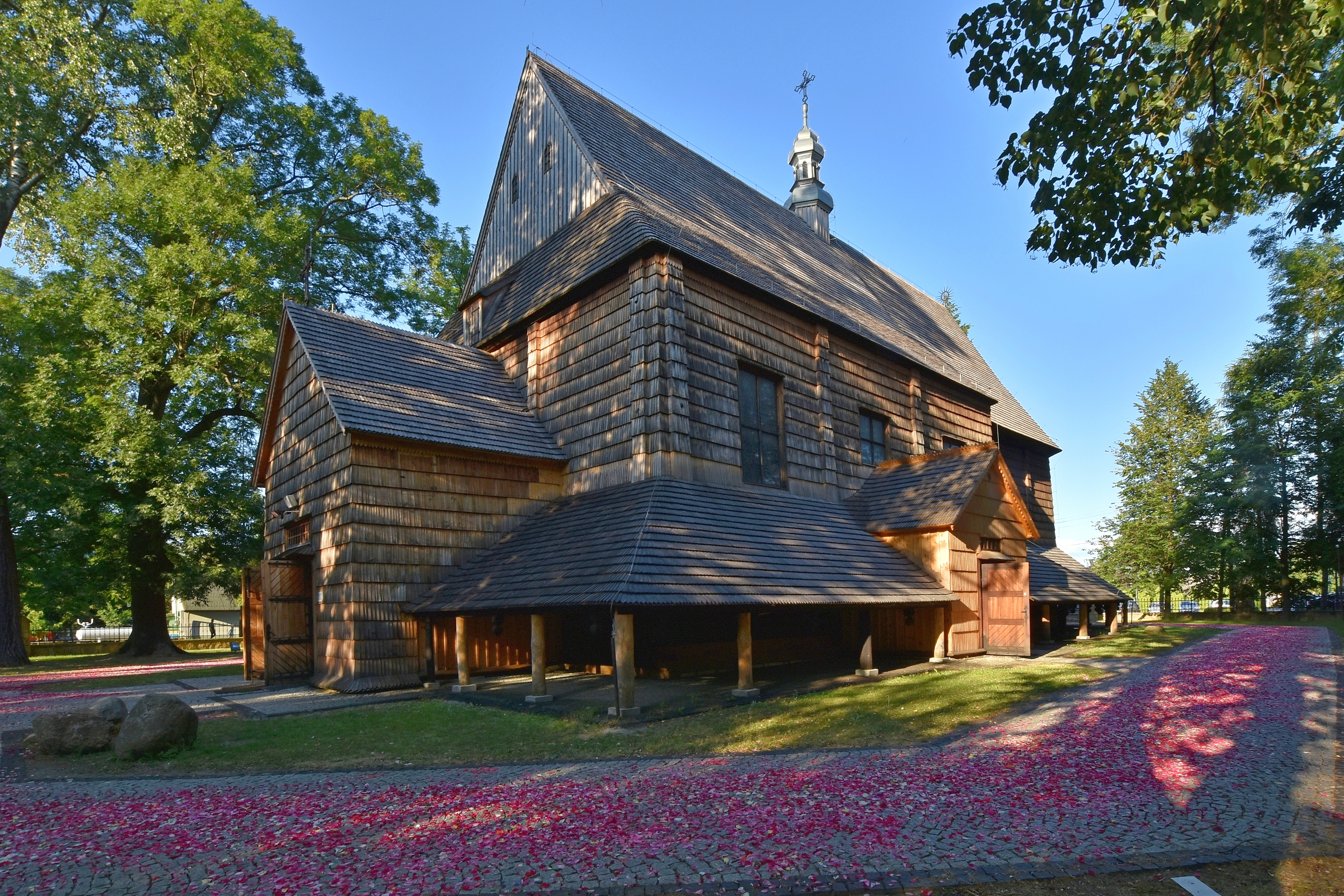
Elewacja frontowa
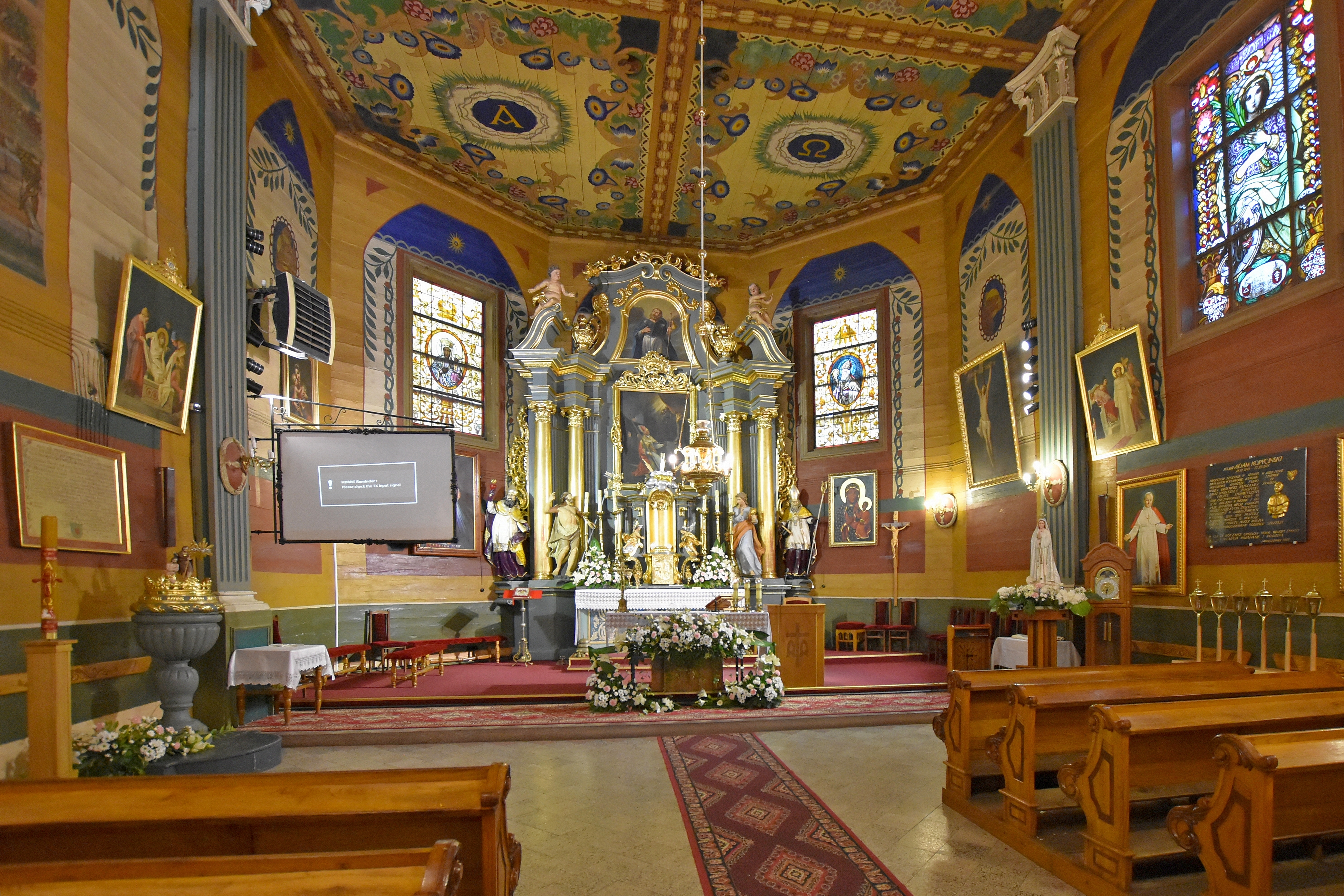
Wnętrze
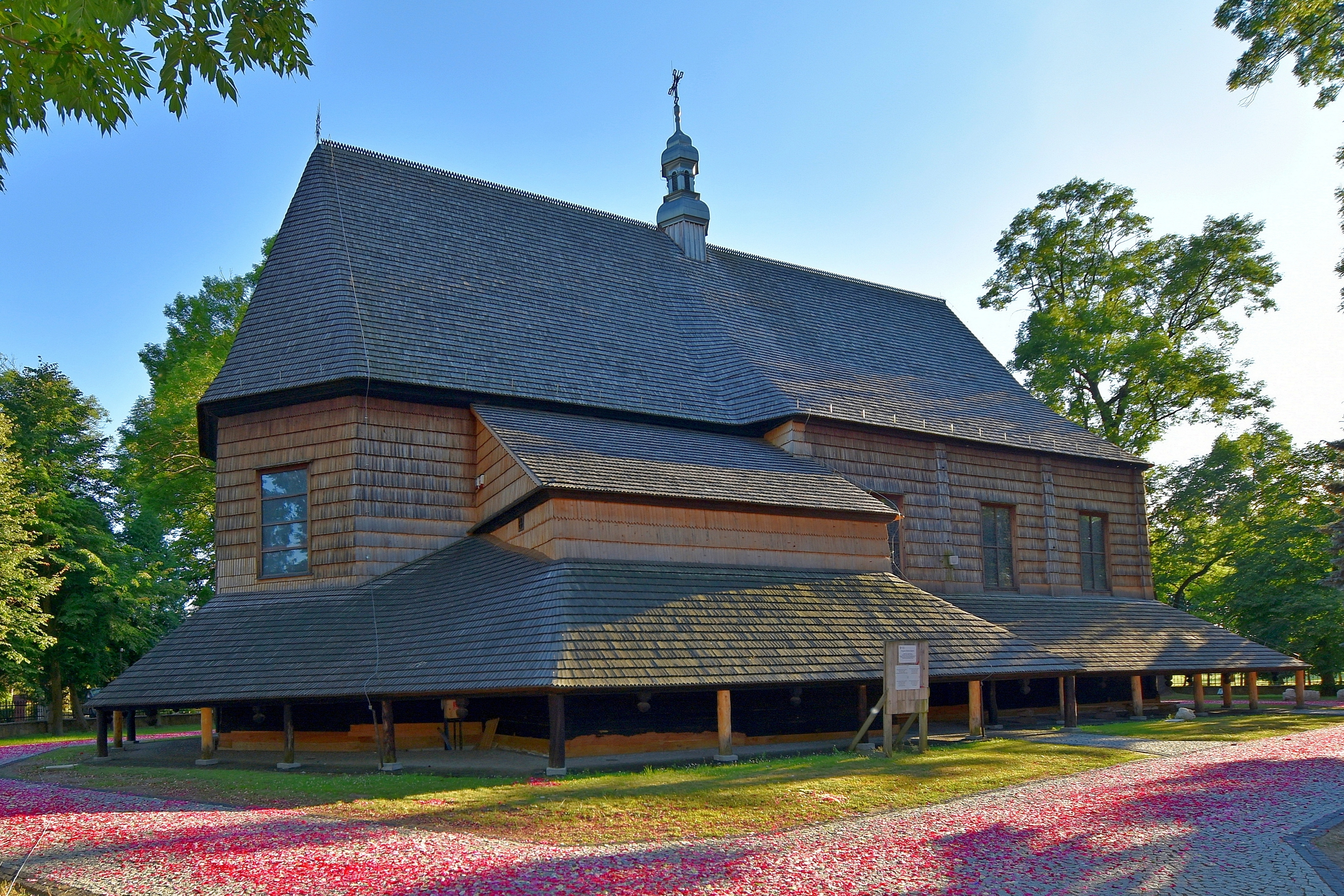
Widok od strony prezbiterium

## Architektura

### Bryła budynku
Jednonawowy kościół o konstrukcji zrębowej, kryty gontem zbudowany jest z drzewa modrzewiowego.

### Wystrój wnętrza

#### Polichromia
Pokrywająca cały strop oraz ściany świątyni polichromia ornamentalna została wykonana w 1924 roku przez Vlastimila Hofmana, odnowiona zaś w latach 1975–1976 przez Marię Cichorzewską-Drabik, Kompozycja polichromii jest ciągła, bez podziału na część ołtarzową i nawową. Dominujące kolory: brązy, ugry, zieleń chromowa oraz spłowiałe błękity tworzą zgaszoną kolorystykę harmonizującą z zabytkowym wnętrzem świątyni. Większość namalowanych ornamentów i symboli jest mocno uproszczona, schematyczna, malowana jakby z użyciem szablonów. Wyjątek stanowi umieszczony na północnej ścianie prezbiterium wizerunek Chrystusa stojącego w wypełnionej krwią kamiennej, czworobocznej studni, z której trzema kanalikami wypływa woda. Chrystus przedstawiony jest z rozłożonymi ramionami, na głowie ma koronę cierniową oraz perizonium na biodrach. Otoczony jest pnączami winnego grona, nad znajduje się napis: „Dla ciebie człowiecze dał Bóg przekłuć sobie ręce, nodze obie krew święta szła z Boga na zbawienie Tobie”. Wizerunek ten nawiązuje do uważanych za starotestamentową zapowiedź eucharystii wersetów z Księgi Izajasza (Iz, 63, 2) oraz Księgi Rodzaju (Ks. Rodz., 49, 11). Na ścianach prezbiterium znajdują się także medaliony z symbolami ewangelistów. Po stronie północnej są to anioł i byk, a po stronie południowej: lew i orzeł. Tematykę polichromii pokrywającej strop kościoła stanowią symbole związane z prawdami wiary. Od ołtarza głównego w kierunku chóru, po stronie północnej są to: grecka litera alfa, monogram AMR (Ave Maria Regina), gołębica (symbol Ducha Świętego), korona (symbol Marii jako królowej), trzy kłosy zboża (symbolizują one przemianę ciała w chleb oraz zmartwychwstanie), kotwica (nawiązuje do Navis Ecclesiae, statku symbolizującego Kościół), a po stronie południowej: grecka litera omega, monogram IHS, kielich pomiędzy słońcem i księżycem (symbol Ostatniej Wieczerzy, a także jako kielich cierpienia modlitwy Chrystusa w Ogrójcu), skrzyżowane klucze (symbol pełnomocnictwa, jakiego udzielił św. Piotrowi Jezus Chrystus), dłoń w geście błogosławieństwa, róża z napisem CARITAS (symbolizują cierpienie i miłosierdzie Matki Bożej). Symbole te umieszczone są w ciemnych, zaokrąglonych na bokach medalionach, obwiedzione są dookoła koronkowymi obłokami oraz wychodzącymi z nich promieniami. Medaliony znajdują się w 12 prostokątnych polach obwiedzionych bordiurami z przekształconego ornamentu astragalowego. W narożnikach pól znajdują się stylizowane kwiaty oraz liście akantu. Zarówno w nawie, jak i w prezbiterium ściany między pilastrami ozdobione są stanowiąca obramowanie dla okien ostrołukową arkadę, ściętą na szczycie, w górnej części ozdobionej gwiazdą, po bokach zaś bluszczopodobną wicią roślinną.

#### Ołtarze
W kościele znajdują się trzy rokokowe ołtarze z drugiej połowy XVIII wieku oraz obraz Chrystusa na krzyżu z XVIII wieku.
- Ołtarz główny z obrazem przedstawiającym św. Wojciecha w części centralnej
- Ołtarz z obrazem przedstawiającym św. Rozalię
- Ołtarz z obrazem przedstawiającym św. Wincentego z Ferrary.

#### Ambona
Podwieszana ambona, której korpus w kształcie dzwonu podzielony jest lizenami pochodzi z II połowy XVIII wieku. Przykryta jest baldachimem z lambrekinami. Krzyż, znajdujący się na ambonie został dodany w XIX wieku.

#### Chrzcielnica
Drewniana chrzcielnica została wykonana w II połowie XVII wieku. Ma kształt kielicha z puklowaną czarą. Na pokrywie chrzcielnicy znajduje się rzeźbą przedstawiająca chrzest Chrystusa w Jordanie.

#### Chór
Chór muzyczny pochodzi z XVIII wieku. Wsparty jest na sześciu słupach, dwa z nich posiadają rzeźbione kapitele. Parapet chóru z płycinami, w części centralnej jest półkoliście wygięty. 

#### Organy
Prospekt organowy pochodzi z XIX wieku. Organy były gruntownie remontowane w latach dziewięćdziesiątych XX wieku. Ostatni remont organy przeszły w 2019 roku.
Dyspozycja instrumentu
| Manuał               | Pedał         |
| -------------------- | ------------- |
| 1. Pryncypał 8'      | 1. Subbas 16' |
| 2. Octava 4'         |               |
| 3. Flauto major 8'   |               |
| 4. Flauto minor 4'   |               |
| 5. Viola de gamba 8' |               |
| 6. Super octava 2'   |               |

## Dzwonnica i dzwony
Przy bramie na przykościelnym placu znajduje się wolnostojąca dzwonnica parawanowa z 1871 r. o trzech arkadach, na której wiszą 3 dzwony. Przeszła ona gruntowny remont w 1977 r. W czasie II wojny światowej dzwony zostały zabrane przez Niemców. Pierwszy dzwon wykonany z brązu miał szerokość  95 cm  i był wykonany w Odlewni dzwonów Karol Schwabe w 1921 r. Nosił imię św. Wojciech i na górnym pasie ozdobnym miał wybity napis „Gawł”. Drugi dzwon brązowy miał 70 cm szerokości i wykonany był w tej samej odlewni co i pierwszy. Miał wybity napis ,,Dar rodaków z Ameryki" i również na górnym pasie ozdobnym „Gawł”. Trzeci dzwon brązowy o szerokości 45cm odlany został w 1738 r. i nosił imię „Zygmunt”. Poświęcenie nowych dzwonów odbyło się 10 VI 1946 r. w drugi dzień Zielonych Świąt. Nowe Dzwony zostały odlane w Odlewni Dzwonów Ludwika Felczyńskiego w 1946 r.
Parafia ma nietypową tradycję dzwonienia - dzwoni się w godzinach 6.00, 12.00, 18.00 na wszystkie trzy dzwony aż do dnia pogrzebu, a w dniu w którym został zgłoszony pogrzeb zaraz włącza się je by oznajmić śmierć. Dzwony są poruszane napędami łańcuchowymi założonymi w latach 50 ubiegłego wieku.
|              | Imię          | Waga (kg) | Ton uderzeniowy | Rok odlania | Odlewnia                                     |
| ------------ | ------------- | --------- | --------------- | ----------- | -------------------------------------------- |
| Mały dzwon   | Św. Jan       | 215 kg    | d"              | 1946        | Odlewnia Dzwonów Ludwik Felczyński, Przemyśl |
| Średni dzwon | Św. Stanisław | 300 kg    | h'(+)           | 1946        | Odlewnia Dzwonów Ludwik Felczyński, Przemyśl |
| Duży dzwon   | Św. Wojciech  | 505 kg    | a'              | 1946        | Odlewnia Dzwonów Ludwik Felczyński, Przemyśl |

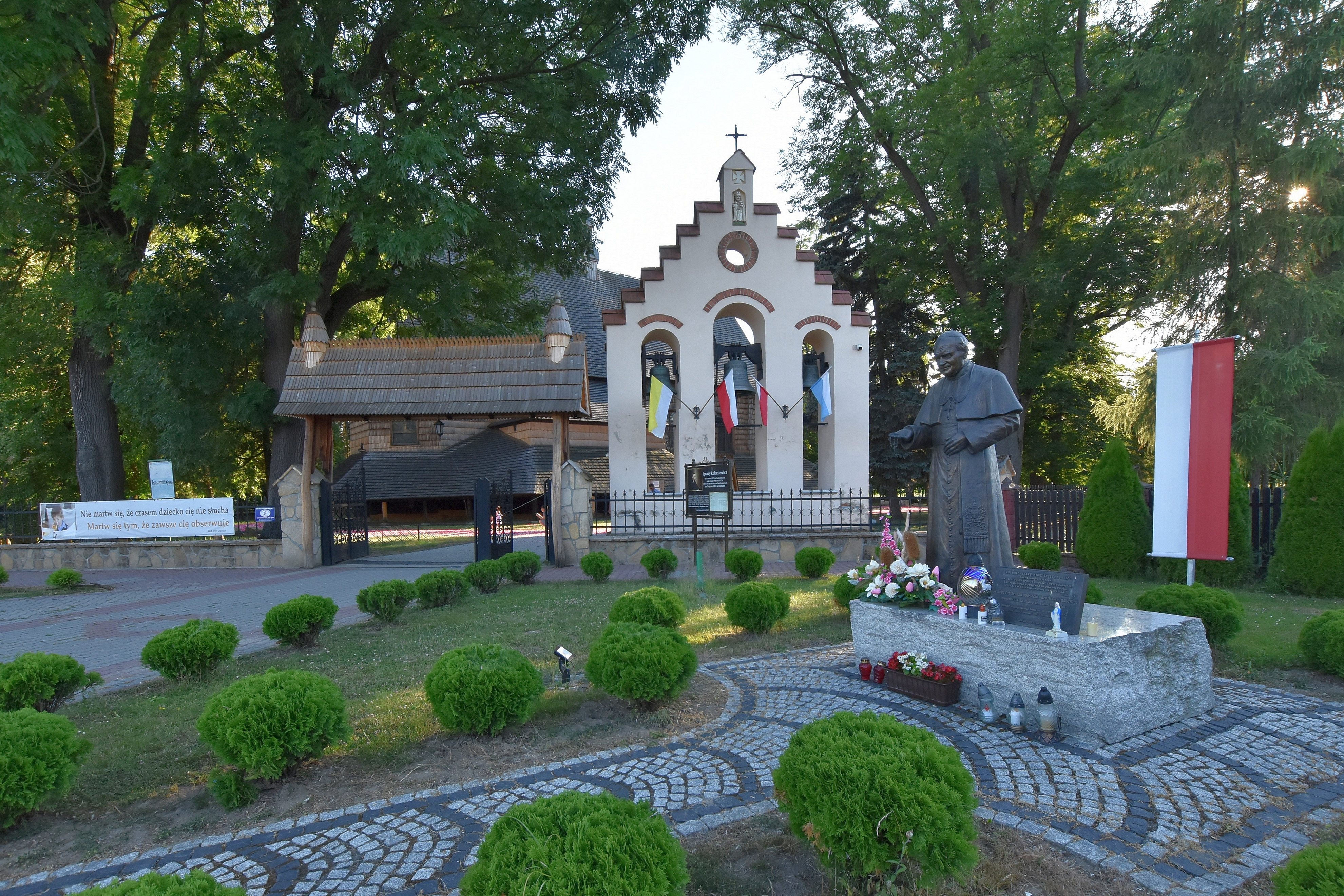
Dzwonnica
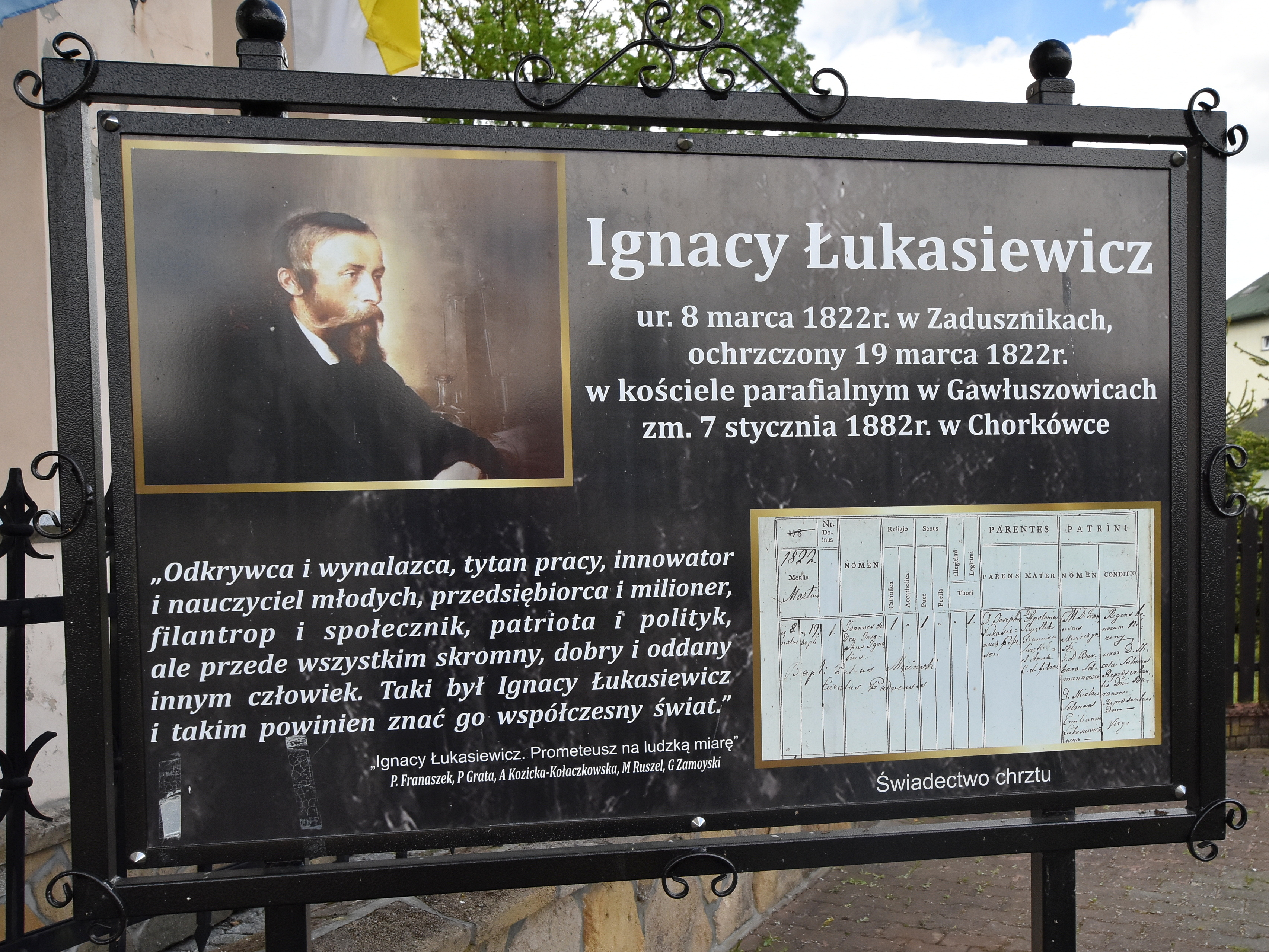
Otoczenie, tablica, świadectwo chrztu Ignacego Łukasiewicza
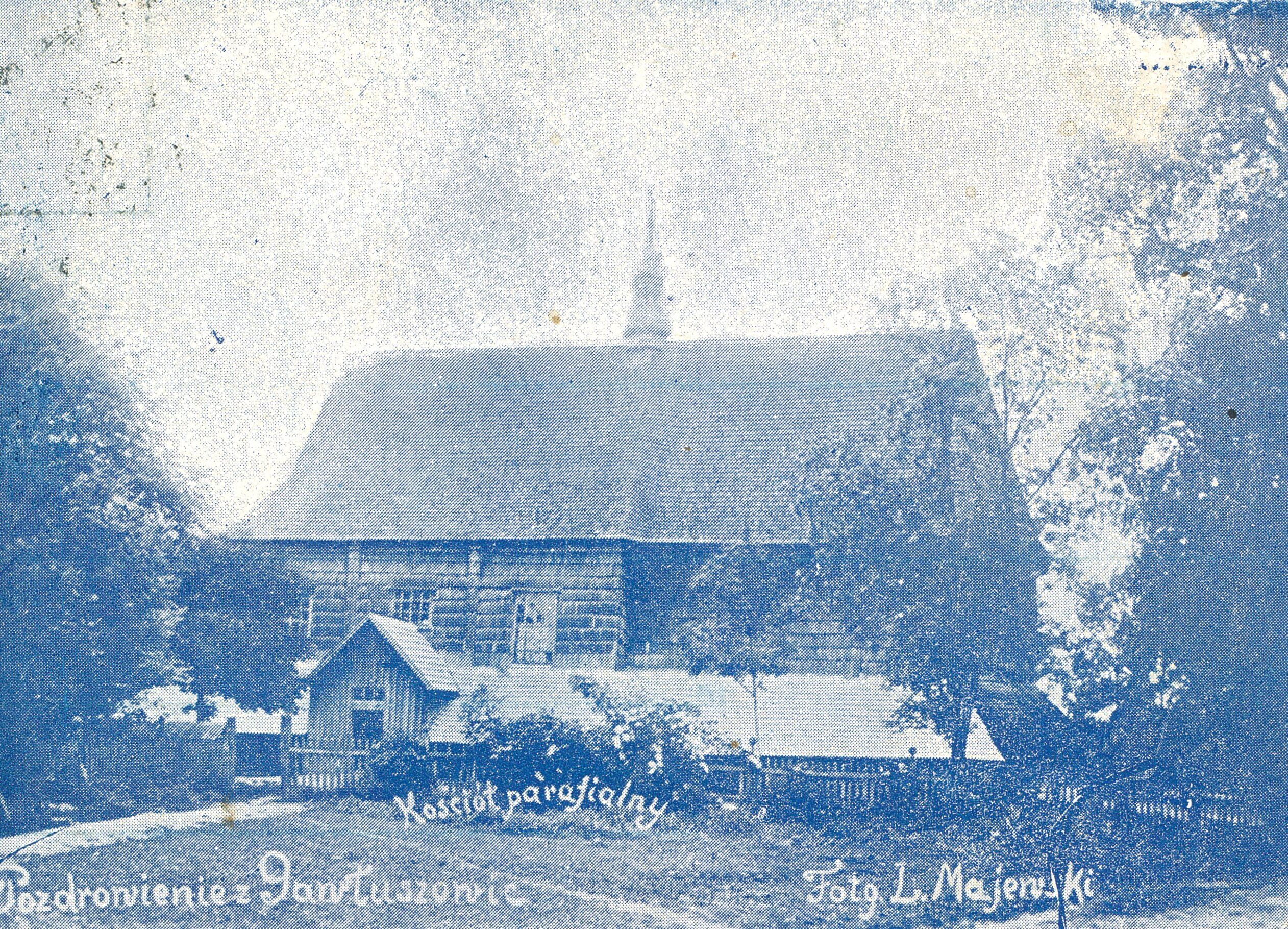
Widok kościoła przed 1904